# Léopold Aimon
Pamphile Léopold François Aimon (* 4. Oktober 1779 in L’Isle-sur-la-Sorgue; † 2. Februar 1866 in Paris) war ein französischer Komponist.

## Leben
Léopold Aimon erhielt seine musikalische Ausbildung von seinem Vater, Esprit Aimon, einem Cellisten. Aimon war bereits im Alter von 17 Jahren Kapellmeister am Theater von Marseille. 1817 zog er nach Paris und wurde 1821 Orchesterleiter am „Gymnase Dramatique“ und 1822 an der Comédie-Française, eine Funktion, die er bis 1832 ausübte. Danach widmete er sich ausschließlich der Komposition und dem Unterricht.

## Werk
Er schuf neben mehreren Opern auch Kammermusik, darunter mehr als 30 Streichquartette, ein Streichquintett, sowie Duette und Terzette. Sechs unveröffentlichte Sinfonien, von denen nur die Fünfte erhalten ist, zwei Ouverturen, zwei Fagottkonzerte und ein Cellokonzert. Außerdem schuf er mehrere kirchliche Vokalwerke, darunter eine Messe und zwei Kantaten.